# Oskar Nielsen
Pour les articles homonymes, voir Nielsen.
Christian Oskar Nielsen-Nørland (né le 4 octobre 1882 à Roskilde et mort le 18 mai 1941  à Frederiksberg) est un joueur de football danois, ayant occupé le poste d'ailier droit au FC Copenhague (KB) et en sélection nationale.
Nielsen et Charles Buchwald furent les deux triple médaillés olympiques pour leur pays, ballon aux pieds.
Son activité professionnelle s'exerça principalement dans le contrôle aérien.

## Biographie
Oskar Nielsen changea son nom de Nielsen en Nørland en 1914.

## Palmarès

### Football
- 14 sélections officielles de 1908 à 1916 (et 2 officieuses en 1906) (carte n° 9 d'international danois)
- Vainqueur des Jeux olympiques intercalaires de 1906 (pour les 10 ans de l'olympisme)
- Vice-champion olympique en 1908
- Vice-champion olympique en 1912
- Champion du Danemark en 1914,  1917 et 1918 (avec KB)

### Athlétisme
- Champion du Danemark du ¼ mile en 1909 (60,4 s)
- Champion du Danemark du 400 mètres en 1910 (56,4 s)
  - Vice-champion du Danemark du ¼ mile en 1908
  - Vice-champion du Danemark du 4x100 mètres en 1910 (47,8 s)